# Verglasungseinrichtung Karlsruhe
Die Verglasungseinrichtung Karlsruhe (Abk. VEK) ist eine deutsche Verglasungsanlage bei Karlsruhe. Die Einrichtung diente der endlagerfähigen Verfestigung der Betriebsabfälle der Wiederaufarbeitungsanlage Karlsruhe. Nach Abschluss dieser Arbeiten ist die Einrichtung inzwischen außer Betrieb, aber bis heute nicht abgerissen.

## Geschichte und Betrieb
Die Wiederaufarbeitungsanlage Karlsruhe (WAK) war von 1971 bis 1990 in Betrieb. Dabei fielen rund 60 m³ hochradioaktive Flüssigabfälle (HAWC, engl. high active waste concentrate) in Form eines selbsterhitzenden salpetersauren Lösungskonzentrates mit etwa 8 t Feststoffen, darunter 504 kg Uran und 16,5 kg Plutonium an. Zur Vorbereitung der Zwischen- bzw. späteren Endlagerung sah man vor, den HAWC in eine Glasmatrix einzubinden (HAW-Verglasung). Durch die damit verbundene Immobilisierung der Radioaktivität von 770 PBq sollte das Gefährdungspotential stark reduziert und ein Kritikalitätsstörfall ausgeschlossen werden.
Hierzu wurde auf dem Gelände der WAK von 1999 bis 2005 die Verglasungseinrichtung Karlsruhe (VEK) errichtet. Die wichtigsten Hauptprozesskomponenten wurden bereits in der so genannten Prototyp-Versuchsanlage (PVA) im Maßstab 1:1 nachgebaut und betrieben. Für den Verglasungsprozess wurde ein runder, flüssig gespeister keramischer Schmelzofen verwendet. Der Schmelzofen wurde bei 1150 bis 1200 °C betrieben, hatte ein Glasbadvolumen von ca. 150 l, eine Glasbadoberfläche von 0,4 m² und war ausgelegt für eine Glasproduktionsrate von ca. 7 kg/h.
Am 26. August 2009 erteilte das baden-württembergische Umweltministerium als Aufsichtsbehörde die Betriebsgenehmigung. Am 16. September 2009 begann die Einspeisung der hochradioaktiven Abfalllösung (HAWC) in den Ofen der Verglasungsanlage VEK und damit der Routinebetrieb. Vorangegangen war der sogenannte „nukleare Probebetrieb“, bei dem 50 Liter Abfalllösung mit ca. 1800 Litern nicht radioaktivem Simulat gemischt in den Schmelzofen eingespeist wurden. Insgesamt wurden drei Kokillen mit dieser verdünnten radioaktiven Glasschmelze befüllt. Dabei traten keine Störungen auf.
Zur endlagergerechten Konditionierung des aus der Betriebszeit der WAK stammenden HAWC wurden insgesamt 140 Glaskokillen mit Abfallglas erzeugt. Nach Angaben des Umweltministeriums Baden-Württemberg wurde der Verglasungsprozess im November 2010 abgeschlossen.
Nach dem Verschweißen wurden die Kokillen in ein betriebliches Pufferlager der VEK gebracht und von dort in Transport- und Lagerbehälter vom Typ CASTOR HAW 20/28 CG verladen. Die Glaskokillen wurden am 17. Februar 2011 in das Zwischenlager Nord bei Greifswald transportiert.
Die Stilllegung und der Rückbau der Anlage ist bis spätestens 2023[veraltet] vorgesehen. Die Kosten für die Verglasungseinrichtung und spätere Zwischenlagerung der Glaskokillen werden mit ca. 350 Mio. € beziffert. Die Gesamtkosten für Rückbau der Anlagen, Verglasung und Lagerung wurden nach einer Schätzung von 2009 auf 2,6 Mrd. € angesetzt. Hiervon trägt die Energiewirtschaft einen Anteil von ca. 0,5 Mrd. €, da sie sich schon in einer Frühphase des Projekts aus der Verantwortung „freigekauft“ hat und ihr Kostenanteil gedeckelt wurde. Damit werden 80 % der Kosten durch den Steuerzahler gedeckt.